# Afromelanichneumon glaucopterus
Afromelanichneumon glaucopterus är en stekelart som först beskrevs av Morley 1919.  Afromelanichneumon glaucopterus ingår i släktet Afromelanichneumon och familjen brokparasitsteklar.

## Underarter
Arten delas in i följande underarter:
- A. g. usambararum
- A. g. vilhelmi